# Triplignathia
Triplignathia is een geslacht in de taxonomische indeling van de tandmondwormen (Gnathostomulida). De enige soort in dit geslacht is de Triplignathia bathycola.